# Antonio Götz
Antonio Götz (Pitomača, Croacia, 11 de enero de 1886 - Estanzuela, Uruguay, 22 de marzo de 1941) fue un ingeniero agrónomo croata. Como miembro del equipo de investigación de Alberto Boerger, realizó en la Estación Agronómica La Estanzuela, departamento de Colonia, Uruguay, el primer experimento de largo plazo en América del Sur con rotación de cultivos, basado en experiencia con experimentos similares en Groß-Enzersdorf, Viena.

## Biografía
Realizó sus cursos preparatorios en Zagreb, Croacia, y continuó sus estudios en la Escuela Superior de Agricultura de Viena, Austria, donde se graduó con un título equivalente a ingeniero agrónomo. Posteriormente trabajó como ayudante de investigación por varios años con el investigador Adolf von Liebenberg en Viena, atendiendo los ensayos de campo en la Estación Experimental de Gross-Enzersdorf.

### Llegada al Uruguay
Llegó a Montevideo en 1912 atraído por las perspectivas de colaborar en las Estaciones de Agronomía de Uruguay creadas por José Batlle y Ordóñez, iniciando sus trabajos en la Estación Agronómica de Bañado de Medina (Departamento de Cerro Largo) hasta 1913, cuando se le nombró agrónomo regional para los departamentos de Cerro Largo y Treinta y Tres. El 27 de diciembre de 1914 se integró a la Estación Agronómica La Estanzuela (actual Estación Experimental Alberto Boerger, INIA, LA Estanzuela, departamento de Colonia, Uruguay). Lugar donde por 26 años trabajó como uno de los dos subdirectores de esta estación experimental de agronomía, por lo cual fue el colaborador más antiguo de Alberto Boerger, director de la Estación Agronómica La Estanzuela. En 22 de marzo de 1941, como indica Boerger en su obituario, Antonio Götz falleció de un ataque cardíaco trabajando de noche en tareas de escritorio en la Estación Agronómica La Estanzuela (Colonia, Uruguay).

### Aportes a la investigación
Götz formó parte del grupo de investigadores pioneros en fitomejoramiento en el Río de la Plata, que en esa región se denominó «La causa de la buena semilla». Estuvo a cargo del desarrollo de procedimientos para la multiplicación a gran escala de los productos generados por genética aplicada en La Estanzuela. En 1921 su trabajo meticuloso -según resalta el Dr. Alberto Boerger- permitió la eliminación absoluta de la plaga del carbón volador (ustilago nuda f. sp. tritici) utilizando agua caliente .
De los trabajos experimentales desarrollados por Antonio Götz el más importante ha sido la supervisión del primer ensayo permanente de abonos instalado en Sudamérica, en 1917 en Estación Agronómica La Estanzuela. Siendo el experimento, de este tipo, más antiguo registrado en América Latina, el cual fue complementado en 1948 con un segundo ensayo de rotaciones denominado en el "ensayo de rotaciones nuevo". Experimentos que se olvidaron y eliminaron, hasta que en 1963 fueron retomados por José Lavalleja Castro en 1963 en La Estanzuela.